# Championnat de la Martinique féminin de football
Le championnat de Martinique est une compétition de football féminin.

## La compétition
Le championnat de Martinique de football féminin est une compétition régionale regroupant en une poule unique avec environ une dizaine d'équipes. À l'issue de la dernière journée, l'équipe championne est désignée au nombre de points. Mais au milieu des années 2000 et pour rendre plus attractif le football féminin, la ligue crée un système de playoffs. Les 4 premières équipes à l'issue de la saison régulière se rencontrent en demi-finales croisées et les vainqueurs se disputent la finale pour désigner l'équipe championne .

## Palmarès
| Saison      | Champion          |
| ----------- | ----------------- |
| 1924        | Good Luck         |
| 1925 à 1986 | inconnu           |
| 1987        | RC Rivière Pilote |
| 1988 à 1994 | inconnu           |
| 1995        | RC Riviere Pilote |
| 1996        | RC Rivière Pilote |
| 1997        | RC Rivière pilote |
| 1998        | Club Franciscain  |
| 1999        | RC Rivière Pilote |
| 2000        | RC Rivière Pilote |
| 2001        | RC Rivière Pilote |
| 2002        | Golden Star       |
| 2003        | RC Rivière-Pilote |
| 2004        | RC Rivière-Pilote |
| 2005        | RC Lorrain        |
| 2006        | RC Lorrain        |
| 2007        | RC Rivière-Pilote |
| 2008        | Golden Star       |
| 2009        | RC Saint-Joseph   |
| 2010        | RC Rivière-Pilote |
| 2011        | RC Saint-Joseph   |
| 2012        | RC Rivière-Pilote |
| 2013        | RC Rivière-Pilote |
| 2014        | RC Saint-Joseph   |
| 2015        | RC Saint-Joseph   |
| 2016        | RC Saint-Joseph   |
| 2017        | RC Saint-Joseph   |
| 2018        | RC Saint-Joseph   |
| 2019        | RC Rivière-Pilote |
| 2020        | RC Rivière-Pilote |
| 2021        | Sans titre        |
| 2022        | RC Rivière-Pilote |
| 2023        | RC Rivière-Pilote |
| 2024        | Club Franciscain  |

## Bilan par clubs
- 17 titres : RC Rivière-Pilote
- 7 titres : RC Saint-Joseph
- 2 titres : RC Lorrain
- 2 titres : Golden Star
- 2 titres : Good luck  Club Franciscain